# Megalagrion pacificum
Megalagrion pacificum – gatunek ważki z rodziny łątkowatych (Coenagrionidae). Jest endemitem Hawajów.